# Polnische Badminton-Mannschaftsmeisterschaft 2010
Die Polnische Badminton-Mannschaftsmeisterschaft der Saison 2009/2010 gewann das Team von SKB Litpol-Malow Suwałki. Es war die 37. Austragung der Titelkämpfe.

## Endstand
| Platz | Mannschaft                        |
| ----- | --------------------------------- |
| 1.    | SKB Litpol-Malow Suwałki          |
| 2.    | UKS 15 Kędzierzyn-Koźle           |
| 3.    | Hubal Białystok                   |
| 4.    | Technik Głubczyce                 |
| 5.    | Badminton Choroszcz               |
| 6.    | AZS AGH Kraków                    |
| 7.    | Piast Słupsk                      |
| 8.    | AZS UWM Olsztyn                   |
| 9.    | Kolejarz Przemysłówka Częstochowa |
| 10.   | Masovia Płock                     |
| 11.   | Stal Nowa Dęba                    |
| 12.   | Walter Rzeszów                    |